# Milan Zloković
Milan Zloković, cyr. Милан Злоковић (ur. 6 kwietnia 1898 w Trieście, zm. 29 maja 1965 w Belgradzie), serbski architekt i teoretyk architektury. W roku 1921 ukończył studia na Wydziale Architektury Uniwersytetu w Belgradzie, naukę kontynuował w Paryżu. Od 1950 profesor politechniki w Belgradzie. Do jego dzieł należą m.in.: hotel Žiča w Mataruškej Banji (1921–1931), klinika dziecięca w Belgradzie (lata 30.), szkoła nauczycielska w Prizrenie (1960–1962).